# Sociocrítica
La sociocrítica es una disciplina bastante reciente. Nació en torno a los años setenta del siglo XX en Francia, como producto de la comunicación entre dos epistemes, que serían por un lado el materialismo dialéctico y por otro lado el psicoanálisis.
El objetivo de la sociocrítica, cuando nace como disciplina, era renovar sus aproximaciones a la literatura mediante dos procedimientos; integrando por un lado los diferentes avances que había propuesto el estructuralismo, la lingüística y la semiología, y por otro lado, privilegiando las mediaciones colectivas en su acercamiento a los textos, así como priorizar esa relación con la historia de los textos. La finalidad de estos objetivos era, por un lado, enunciar una teoría del texto y por otro lado enunciar una teoría del sujeto.
En este afán renovador que promueve la sociocrítica se produce un desplazamiento de perspectiva que va desde el exterior al interior del texto, es decir, desde la superficie de los contenidos a la estructura. Como se puede ver, se trata de una gran compilación de todas las perspectivas de análisis a lo literario: lingüística, semiótica y sociología vinculados al materialismo dialéctico, al psicoanálisis, etcétera.

## Perspectiva
Dos de los investigadores que impulsan lo que actualmente conocemos como sociocrítica son, por un lado,  Edmond Cros, profesor en la Universidad de Montpellier y especialista en literatura del siglo de oro, y por otro lado Claude Duchet. Ambos investigadores comenzaron a trabajar con estas perspectivas de manera simultánea pero sin conocerse y hasta que no se encontraron en un congreso dedicado a sociología literaria no se dieron cuenta de que tenían una gran afinidad. Se propusieron hacer un trabajo en conjunto, pero no acabaron llegando a un acuerdo. Finalmente, se publicó la obra Teoría y prácticas sociocríticas.[cita requerida]
Según la perspectiva de estos autores, de una manera general, la sociocrítica se diferencia de la sociología de la literatura tradicional en primer lugar por su objeto de estudio. Entienden en este sentido que la sociocrítica en primer lugar se limita, dentro del ámbito de la literatura, al análisis del texto, y además dentro de ese dominio literario lo que interesa es el interior del texto: su estructura, las redes de sentido que elabora, el enfrentamiento que plantea entre discursos heterogéneos, etc.  
Además de esta diferencia con respecto a la sociología de la literatura, creen que se diferencia porque parten de la premisa de que la realidad referencial sufre, bajo el efecto de la escritura, un proceso de transformación semiótica. Según su visión, este proceso  codifica el referente bajo una estructura que proporciona otro sentido, ellos hablan de proporcionar, mediante la estructuración de otro sentido, las diferentes representaciones de lo vivido, donde incluyen lo vivido individualmente y lo vivido colectivamente.  
Podemos afirmar entonces que lo que están haciendo es privilegiar las nociones por un lado de texto (porque lo intuyen como su objeto de estudio) y por otro lado la noción de escritura como ese proceso de transformación semiótica. Toda esta terminología nos suena a las disciplinas formales; sobre todo a la semiótica. 

### Contexto de surgimiento
El marco y los debates en los que nace la disciplina están marcados por las disputas que se desarrollaron en Francia en las décadas de los sesenta entre dos perspectivas enfrentadas, por un lado las más formalistas, en concreto el estructuralismo, y por otro lado con los defensores del materialismo histórico. En estos debates, los estructuralistas reprochaban a los materialistas que hiciesen argumentaciones basadas en causa-efecto. Por otro lado los defensores del materialismo histórico, lo que reprochaban a los estructuralistas era que estuviesen haciendo un tipo de estudio completamente separado del contexto histórico. En medio de estas disputas, Roland Barthes decía que el debate estaba en la cuestión de qué lugar le estaba dando el estructuralismo a la historia.  
Una de las críticas más radicales hacia el estructuralismo, perspectiva dominante en aquellos años, es la que le hace Henri Lefebvre. Este teórico creía y defendía a ultranza que en realidad el estructuralismo lo que hacia era transcribir una visión tecnocrática del mundo. Para él lo que hace esta doctrina es reproducir la ideología de la clase dominante disfrazándola de ciencia.  
A pesar de tener una tradición sociológica ligada al marxismo, la sociocrítica reconoce la validez del estructuralismo como metodología de estudio. Considera entonces que el estructuralismo ha realizado dos aportaciones fundamentales al estudio de la literatura, compatibles con el materialismo histórico: por un lado estaría la idea defendida de que para ser entendido, el hecho literario debe verse como un todo. Por otro lado, la tesis de que el sentido no está en el signo sino más bien en la relación que se establece entre lo signos.
La sociocrítica no ve que la pugna entre materialistas históricos y estructuralistas deba ser tan encarnizada, pues considera que ambas propuesta son compatibles, pero partiendo de la base de que el materialismo histórico aspira a construir lo que ellos llaman estructuras globales significativas, es decir, que doten de sentido a la concepción de la realidad.
Si parte del hecho de que las perspectivas no son incompatibles, lo que debe hacer la investigación literaria es interrogarse sobre la naturaleza de estas totalidades, y por otro lado, los criterios que se han utilizado para construirlas. Según ellos, lo que hace es utilizar el método estructuralista para poder llegar a un análisis dialéctico, es decir, lo que podemos entender como un análisis de las tensiones y de las contradicciones presentes en la sociedad.

### Referentes
Uno de los grandes referentes de la sociocrítica es Louis Althusser, que trata de unificar los estudios psicoanalíticos con el estructuralismo. Parte de la teoría del todo social, teoría marxista que considera que la sociedad es un conjunto jerarquizado que se determina en última instancia por la estructura económica.  
Althusser, partiendo de esta teoría, afirma que el discurso es una práctica social específica. Según este filósofo, las prácticas sociales se articulan sobre lo que él denomina instancias. Las instancias son espacios materiales o simbólicos que están estructurados por modelos de comportamiento, por condiciones materiales, objetivos sociales y tradiciones específicas que a su vez se relacionan con lo que él denomina el todo histórico.  
Esas prácticas sociales, entre las que se encuentra el discurso, se articulan en esas instancias que hemos definido, cada una de las cuales con sus propios ritmos. Lo que las une a todas ellas es que finalmente se encuentran afectadas o determinadas por la economía.  
La idea que trata de desarrollar Althusser con todo esto es que dentro de cada práctica social concreta, sea la que sea y en el momento que sea, se van a poder encontrar diferentes discursos. Si los discursos son prácticas sociales específicas, dentro de cada una de estas prácticas, jerarquizadas y vinculadas entre sí, pueden existir diferentes prácticas discursivas.  
La propuesta de Althusser es que dentro de todas estas instancias que van a articular la práctica discursiva, es importante tanto lo que está presente como lo que está ausente. Por eso, va a ser necesario que en cualquier acercamiento a los discursos, entre ellos el discurso literario, se haga una lectura más atenta a lo que el texto no dice que a lo que dice.  
Si todo esto lo relacionamos con las nociones del psicoanálisis nos damos cuenta de que lo que trata de mostrar es que esas cosas que no están, que están ocultas, se manifiestan como síntoma de una realidad subyacente. para Althusser, estas cosas que el texto calla lo que hacen es revelar las contradicciones sociales que subyacen a los discursos.  
Partiendo de esta base, la sociocrítica adopta dos de los presupuestos enunciados por las teorías de Althusser: uno sería que la realidad está oculta bajo las diversas capas que componen el discurso social, y la otra sería que el analista podrá acceder a esa realidad oculta bajo las diversas capas si se fija en las discordancias discursivas, es decir, esas rupturas que el discurso pueda presentar, entendiendo por discurso algo completamente controlado. Cuando en cualquier discurso encontramos discordancias, algún síntoma que se escape al desarrollo lógico del discurso, es lo que nos muestra las propias contradicciones de las prácticas discursivas.[cita requerida]
Otro de los grandes referentes de la sociocrítica va a ser el estructuralismo genético de Lucien Goldmann. De este autor toma la noción de sujeto transindividual. Si queremos equiparar este concepto con alguna otra noción más cercana, podemos entenderlo como un grupo social. Se trata  del conjunto de individuos que comparten ciertas características que les lleva a agruparse bajo una imagen colectiva.  
Los sujetos colectivos no surgen porque sí, no son sólo las condiciones externas lo que les llega a agruparse sino que hay una voluntad de reconocer en el otro una subjetividad común. Partiendo de esta base, Goldmann distingue tres niveles de conciencia. Por un lado el inconsciente, por otro la conciencia clara y por último el nivel no consciente, que es otro de los términos asumidos por la sociocrítica.  
Se sirve por un lado de sujeto transindividual y por otro la noción de no consciente. El no consciente no es una conciencia reprimida, por lo que no necesita vencer ninguna barrera para venir a la consciencia clara. Lo único que exige para ser conocido es un análisis científico.[cita requerida]
Edmond Cros entiende que el no consciente es el espacio privilegiado de la reproducción ideológica. Para este, el no consciente está constituido por las estructuras intelectuales, afectivas, imaginarias y prácticas de las diferentes consciencias individuales.  
Para la sociocrítica este no consciente donde se reproduce de manera privilegiada la ideología, vuelve a ser, al igual que creía Althusser una emergencia de contradicciones. Dice Cros que cuando las diferentes prácticas discursivas que nacen de ese no consciente se materializan, como textos, adquieren muchas formas de presentación, pero las discordancias discursivas que veníamos con Althusser, que se pueden localizar en un mismo texto, después pueden llegar a reagruparse, es decir, extraer un principio general de esas discordancias discursivas, y de ahí establecer una micro-semiótica donde ver de manera clara las reproducciones de la práctica discursiva general de un sujeto transindividual.[cita requerida]
En este privilegio que hace la socio crítica de las nociones de texto y escritura, otorga gran importancia a ese paso del discurso al texto, que ocurre gracias a la escritura. En ese proceso de mediación que genera el texto es en el que, según Cros, se pueden encontrar algunos indicios de esas contradicciones discursivas que nos permiten llegar a lo que él denomina el no consciente.[cita requerida]
- Datos: Q3487481